# Gubernia jenisejska

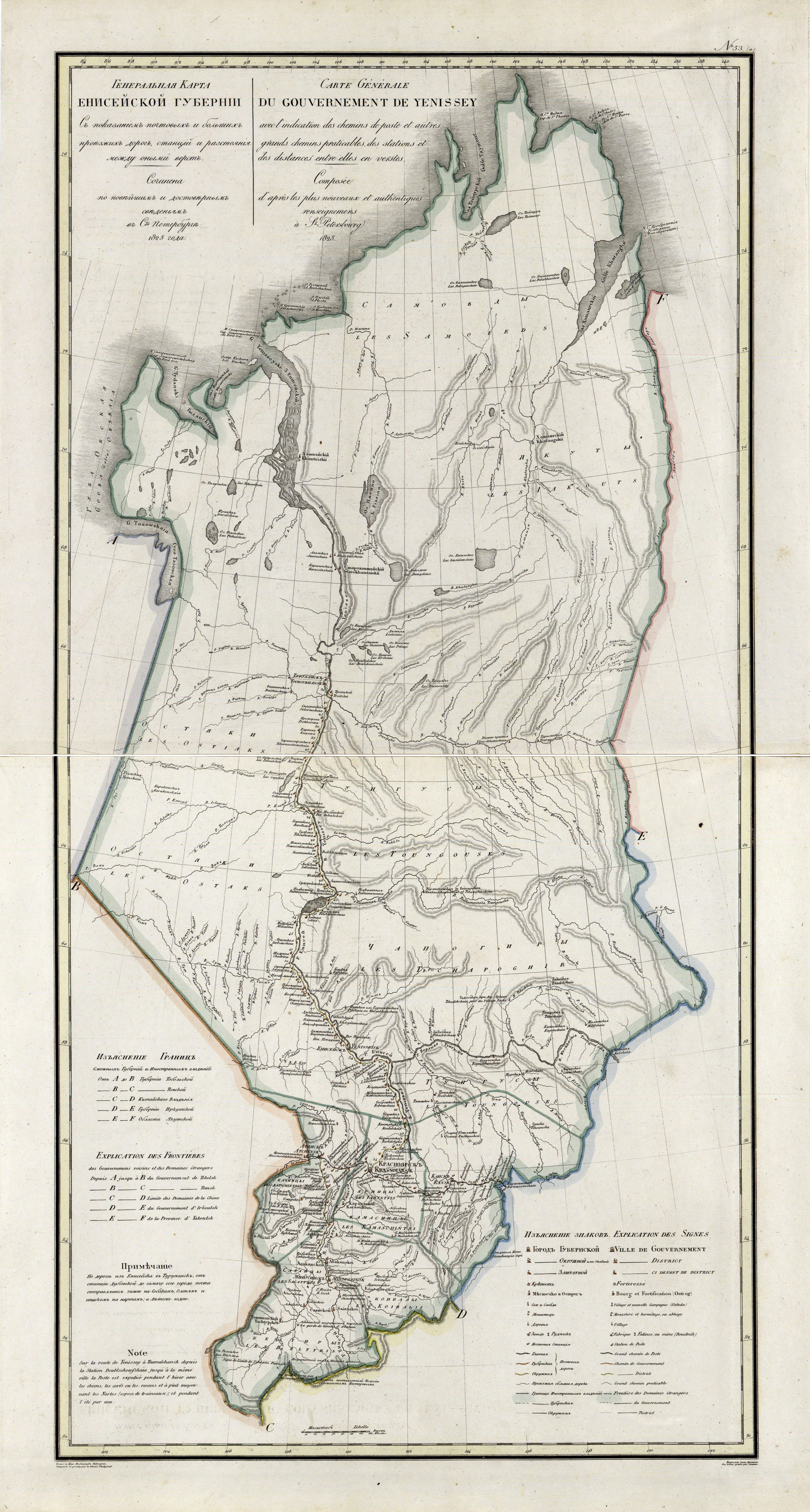
Mapa guberni jenisejskiej 1821

Gubernia jenisejska (ros. Енисейская губерния) – jednostka administracyjna Imperium Rosyjskiego i RFSRR w środkowej Syberii, utworzona ukazem Aleksandra I w roku 1822 na propozycję Michaiła Sperańskiego. Stolicą guberni był Krasnojarsk. Zlikwidowana w 1925.
Gubernia była położona pomiędzy 52°20′ a 77°33′ szerokości geograficznej północnej i 95° a 128° długości geograficznej wschodniej. Graniczyła od północy z Oceanem Arktycznym, na północnym wschodzie z obwodem jakuckim, na wschodzie i południowym wschodzie z gubernią irkucką, na południu z Cesarstwem Chińskim, na południowym zachodzie z gubernią tomską, na zachodzie z gubernią tobolską.
Powierzchnia guberni wynosiła w 1897 – 2 517 010,6 km² (2 211 590 wiorst²), była drugą co do powierzchni jednostką administracyjną Imperium (po obwodzie jakuckim).
Gubernia w początkach XX wieku była podzielona na 6 okręgów i Kraj Turuchański w ramach okręgu jenisejskiego.
W 1914 do guberni został dołączony Kraj Urianchajski.

## Demografia
Ludność, według spisu powszechnego 1897 – 570 161 osób – Rosjan (83,0%), Tatarów (7,7%), Ukraińców (3,8%), Polaków (1,0%), Żydów, Jakutów, Ewenków, Mordwinów, Nieńców i Ketów.

### Ludność w okręgach według deklarowanego języka ojczystego 1897[1]
| Okręg            | Rosjanie | Tatarzy | Ukraińcy | Polacy | Żydzi | Ewenkowie | Mordwini | Jakuci | Nieńcy | Ketowie |
| ---------------- | -------- | ------- | -------- | ------ | ----- | --------- | -------- | ------ | ------ | ------- |
| Gubernia ogółem  | 83,0%    | 7,7%    | 3,8%     | 1,0%   | …     | …         | …        | …      | …      | …       |
| Aczyński         | 82,7%    | 8,7%    | 5,7%     | …      | 1,1%  | …         | …        | …      | …      | …       |
| Jenisejski       | 93,3%    | 1,2%    | …        | …      | 1,2%  | 1,9%      | …        | …      | …      | …       |
| Kański           | 86,2%    | 2,3%    | 7,4%     | 1,5%   | 1,4%  | …         | …        | …      | …      | …       |
| Krasnojarski     | 92,4%    | …       | 2,2%     | 1,9%   | 1,5%  | …         | …        | …      | …      | …       |
| Minusiński       | 75,8%    | 16,5%   | 2,9%     | …      | …     | …         | 1,8%     | …      | …      | …       |
| Kraj Turuchański | 27,9%    | …       | …        | …      | …     | 14,9%     | …        | 19,9%  | 28,6%  | 8,4%    |
| Usiński          | 88,7%    | 6,6%    | 2,9%     | …      | …     | …         | …        | …      | …      | …       |

Gubernia zlikwidowana postanowieniem WCIK 25 maja 1925. Od 7 grudnia 1934 na terytorium historycznej guberni istnieje Kraj Krasnojarski RFSRR, obecnie Federacji Rosyjskiej.